# IC 4915
IC 4915 ist eine Elliptische Galaxie vom Hubble-Typ E/S0 im Sternbild Teleskop am Südsternhimmel. Sie ist rund 686 Millionen Lichtjahre von der Milchstraße entfernt und hat einen Durchmesser von etwa 200.000 Lichtjahren.
Im selben Himmelsareal befinden sich u. a. die Galaxien IC 4907, IC 4917, IC 4918, IC 4923.
Das Objekt wurde am 31. August 1904 von Royal Harwood Frost entdeckt.